# Pindis squamigera
Pindis squamigera är en fjärilsart som beskrevs av Felder 1869. Pindis squamigera ingår i släktet Pindis och familjen praktfjärilar. Inga underarter finns listade i Catalogue of Life.